# Steppehangmatspin
De steppehangmatspin (Neriene furtiva) is een spinnensoort in de taxonomische indeling van de hangmatspinnen (Linyphiidae).
Het dier komt uit het geslacht Neriene. De steppehangmatspin werd in 1871 beschreven door Octavius Pickard-Cambridge.